# Buick Rendezvous
Le Buick Rendezvous est un Véhicule utilitaire sport de la marque Buick. Lancé en 2001, il fait partie des trois utilitaires qu'a commercialisé Buick dans les années 2000, c'est-à-dire le RendezVous (2002-2007), le Rainier (2003-2007) et le Terraza (2004-2007).